# Горбань Ігор Миронович
Ігор Миронович Го́рбань (8.04.1960 — 12.09.2017) — український зоолог, орнітолог, старший науковий співробітник Львівського національного університету імені Івана Франка. Активний організатор наукового орнітологічного осередку та широкого аматорського руху в західних областях України.

## Життєпис
Народився в містечку Новогродівка Донецької області в родині робітників.
Батько — Мирон Захарович Горбань, 1928 р.н., хутір Білий Ліс, що неподалік міста Жовкви Львівської області. Мати — Зінаїда Горбань, 1935 р.н., село Білопілля Сумської області.
У 1964 р. сім'я Горбанів переїхала Львівщину до міста Жовкви. Після закінчення школи Ігор Горбань рік працював у лісництві біля Жовкви. Далі — два роки армії. У 1981 р. він вступив до біологічного факультету Львівського університету ім. Івана Франка. У 1986 р., захистивши дипломну роботу «Орнітофауна Шацького національного парку та її охорона» й успішно закінчивши навчання в університеті, Ігор Миронович був скерований на посаду молодшого наукового співробітника в новостворений Шацький національний природний парк. У 1989 р. повернувся до Львова, де продовжив професійну діяльність на кафедрі екології Лісотехнічного університету. У 1990 р. Ігор Миронович перейшов працювати на біологічний факультет Львівського університету ім. Івана Франка, де
працював до кінця своїх днів. Спочатку — на посаді асистента, а з 1996 р. — доцента кафедри зоології, заступника декана факультету з наукової роботи старшого наукового співробітника. У 1992 р., під керівництвом професора І. М. Гані з Кишинева, І. М. Горбань захистив дисертацію «Орнітофауна Західної України, її кадастр та охорона».
Одружився у 1986 р. Разом із дружиною Любою виховали двох синів — Андрія й Остапа.
Пішов з життя у вересні 2017 року у віці 57 років. Похований І. М. Горбань у м. Жовква.

## Наукова та громадська діяльність
І. М. Горбань автор близько 180 наукових публікацій, з них — 7 монографій. Учасник десятків наукових конференцій в Україні та за її межами.
Відомий як орнітолог-громадський діяч. Ігор Миронович був ініціатором створення Західного філіалу Українського відділення Всесоюзного орнітологічного товариства (в 1989 р. філіал набув статусу Західного відділення Українського орнітологічного товариства, а від 2004 р. оформився як окреме Західноукраїнське орнітологічне товариство). І. М. Горбань організував кілька західноукраїнських орнітологічних нарад — в Тернополі, Рахові, Івано-Франковому, Львові, Луцьку. Серед його реалізованих ініціатив — започаткування у Львові орнітологічної бібліотеки (при Державному природознавчому музеї, видань Західноукраїнського орнітологічного товариства, зокрема збірника «Інформаційних матеріалів», «Каталогу орнітофауни західних областей України», Банку даних про гнізда і кладки птахів України (з 1984 р.), орнітологічних школ-семінарів на Шацьких озерах (котрі діяли впродовж 1991—1997 рр.), Західноукраїнської станції кільцювання птахів «Avosetta» (створена в 1995 р.) тощо. Ще в 1990 р. він висунув ідею створення в Україні товариства охорони птахів, яке з'явилось у квітні 1994 р. і діє дотепер як Українське товариство охорони птахів.
Був членом не лише кількох українських наукових та природоохоронних товариств, але й закордонних: зокрема Британського Орнітологічного Союзу, Любельського орнітологічного товариства (Польща), Румунського орнітологічного товариства. Працював у складі Міжнародної робочої групи по хижих птахах та совах (з 1982 р.), Міжнародної робочої групи з вивчення куликів (з 1987 р.), спеціальної комісії з рідкісних та зникаючих видів птахів Міжнародного союзу охорони природи (з 1998 р.). Від 1988 р. був українським кореспондентом британського журналу «British Birds» з питань діагностики рідкісних та залітних видів птахів, а з 1989 р. — національним представником у Європейському комітеті з орнітологічного атласу та обліків птахів (Бельгія). Був національним координатором першого та другого Атласу гніздових птахів Європи.

## Основні публікації
- Горбань И. М. Численность гнездящихся куликов на западе Украины / Горбань И. М., Шидловский И. В. // Гнездящиеся кулики Восточной Европы. — 1999. — Том. 2. — С. 93–105.
- Горбань І. Національний план дії зі збереження черні білоокої в (Aythya nyroca) Україні. / Горбань І., Жмуд М. // Національний план дій зі збереження глобально вразливих видів птахів. — Київ, 2000. — С. 82–88.
- Полуда А. М., Фладе М., Давиденко И. В., Гаврись Г. Г., Горбань И. М. Современное распространение и численность вертлявой камышевки (Acrocephalus paludicola) в Украине // Вестник зоологии. — 2001. — Т. 35, вып. 5. — С. 51-59.
- Горбань І. М. Оцінка чисельності гніздових птахів України // Вісник Львівського університету. Серія Біологічна. — 2003. — С. 147—158.
- Бокотей А. А., Дзюбенко Н. В. Горбань І. М. Гніздова орнітофауна басейну Верхнього Дністра. — Львів: ЛНУ, 2010. — 400 с.
- Gorban I. Current data on Status of Eagles in the West Ukraine. USSR / Gorban I. // World Working Group on birds of prey of the International Council for bird Preservation. — Berlin. — 985. — Р. 28–29.
- Gorban I.М. Little Grebe, Tachybaptus ruficollis. / Gorban I. // The ЕВСС Atlas of European Breeding Birds: Their Distribution and Abundance — London. T&AD Poyser, 1997. — Р. 6–7.
- Flade М., Giessing В., Gorban I. et al. World population, trends and conservation status of the Aqvatic Warbler Acrocephalus paludicola. — Die Vogelwelt. — 1999. — Heft 2. — P. 65–96.